# Ilijas Pašić
Ilijas Pašić (szerb cirill betűkkel  Илијаш Пашић; Herceg Novi, 1934. május 10. – Gossau, 2015. február 2.) bosnyák edző, korábbi labdarúgó. 
A jugoszláv válogatott tagjaként részt vett az 1958-as világbajnokságon.

## Sikerei, díjai
Dinamo Zagreb
- Jugoszláv kupa (2): 1959–60, 1962–63